# RS-28 Sarmat
Le RS-28 Sarmat (en russe : РС-28 Сармат, surnommé « Satan 2 » par la presse occidentale, code OTAN : SS-X-30) est un missile balistique intercontinental de très grande taille développé par la Russie.
Ce missile est propulsé par un moteur-fusée à ergols liquides et possède un dispositif de dispersion des têtes explosives de type mirvage. Il est développé par le Bureau d'études Makeïev à partir de 2009 pour remplacer le SS-18 Satan. Sa grande capacité de charges lui permet d'emporter jusqu'à dix têtes de forte puissance ou quinze têtes de puissance moindre, ou une combinaison de têtes  thermonucléaires et de contremesures conçues pour tromper les défenses antimissiles,. C'est une réponse de l’armée russe au programme Prompt Global Strike américain. À la suite d'un premier tir réussi annoncé par l'armée russe le 20 avril 2022, 4 échecs de tir suivent.

## Origine du nom
« Sarmat » fait référence à la civilisation indo-iranienne des Sarmates. Sur le plan militaire, les Sarmates sont à l'origine de la cavalerie lourde avec des cavaliers et leur monture revêtus d'une armure solide mais souple grâce à sa conception imitant le principe de la peau recouverte d'écailles des poissons.
Les Sarmates ont régné entre le Don et l'Oural du IVe siècle av. J.-C. au IVe siècle, soit près d’un millénaire.
En ce qui concerne les abréviations, le R présent dans « RS-28 » est simplement l'initiale du mot raketnyy (« ракетный », « missile » en russe), tandis que le S est l'initiale du mot strategicheskaya (« стратегическая », « stratégique » en russe), soit « missile stratégique ». Le nombre 28 représente le numéro de modèle attribué selon la série de développement.
Successeur direct du R-36 (code OTAN: SS-18 surnom Satan), les médias ont donné son surnom de « Satan 2 ».

## Histoire
En février 2014, un officiel de l'armée russe annonce que le Sarmat serait prêt à être déployé vers 2020. En mai 2014, une autre source officielle suggère que le programme va être accéléré et qu'il constituerait 100 % des prévisions d'équipements des Forces des fusées stratégiques de la fédération de Russie en 2021,. Fin 2015 est annoncé un délai dans le calendrier de conception du premier prototype Sarmate,.
Les premières photographies officielles du RS-28 ont été dévoilées en octobre 2016.
Le 1er mars 2018, Vladimir Poutine présente l'avancée des travaux sur les nouvelles armes russes.
Le missile lance des planeurs hypersoniques Avangard. Il peut être utilisé comme « système de bombardement orbital fractionné » dirigé de manière à passer par le pôle Sud plutôt qu'au nord afin de contourner les défenses actuelles du NORAD,.
Le 20 avril 2022, pendant l'invasion de l'Ukraine par la Russie, Vladimir Poutine annonce le premier essai réussi de lancement du Sarmat, depuis le cosmodrome de Plessetsk jusqu'au polygone de Koura situé dans le Kamtchatka, à 6 100 km de distance. Le département de la Défense des États-Unis qualifie ce tir d'essai « de routine »,.
Le 1er septembre 2023, Iouri Borissov, le chef de l’agence spatiale russe Roscosmos, annonce que les missiles balistiques intercontinentaux Sarmat, ont été mis en service.
Le 21 septembre 2024, un RS-28 Sarmat explose au sol lors d'un essai au cosmodrome de Plessetsk détruisant son silo à missile. En dehors d'un premier vol réussi le 20 avril 2022, 4 échecs (qu'il s'agisse d'échec partiel ou total) ont eu lieu à cette date.

## Galerie

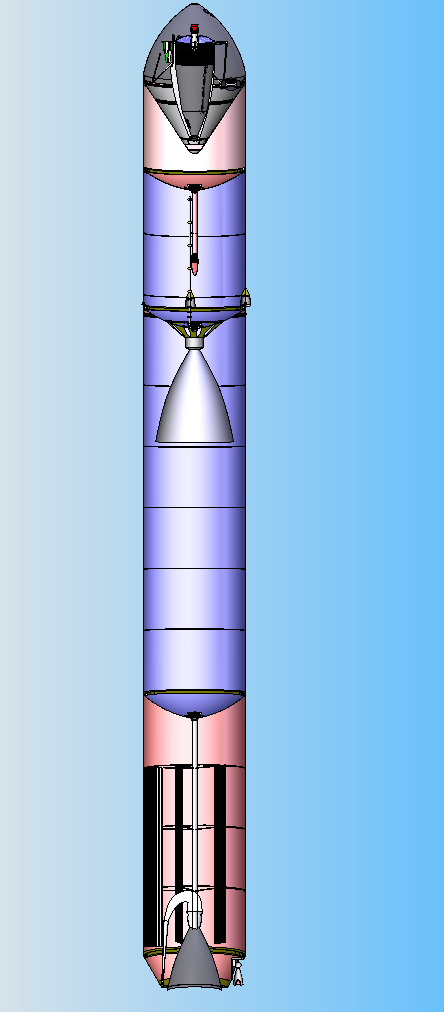
Première hypothèse de restitution du missile en coupe de 2005.
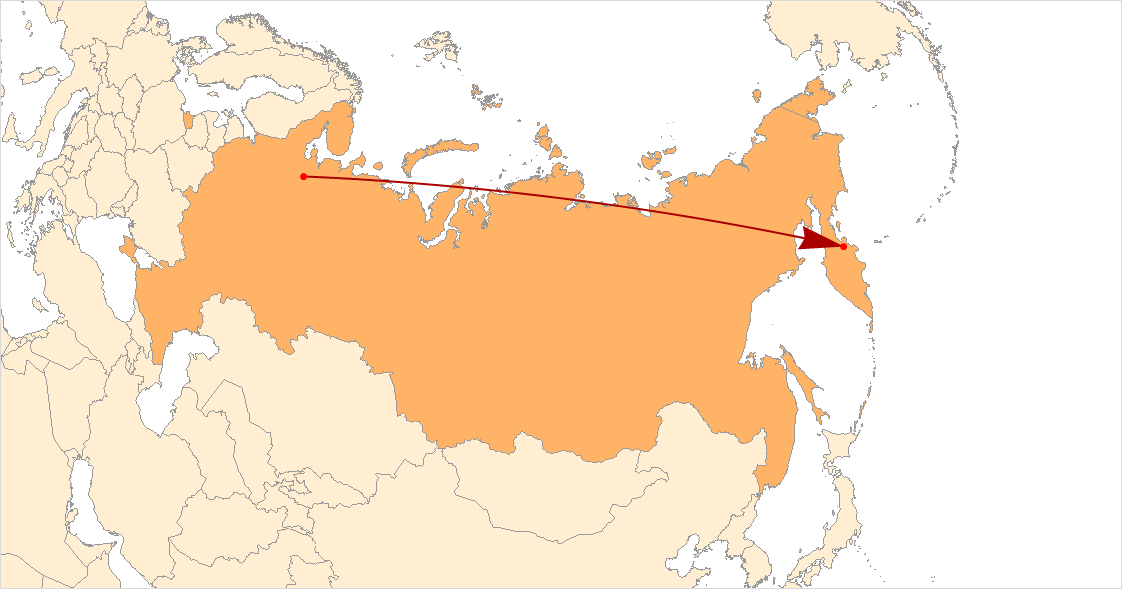
Lancement d'essai du RS-28 Sarmat depuis le cosmodrome de Plessetsk vers Koura le 20 avril 2022.
- Situation de Plessetsk et Koura.
Images de la NASA de l'incendie de Plessetsk les 20 et 21 septembre 2024 après l'échec du test RS-28.